# Silvio Proto
Pour les articles homonymes, voir Proto.
Silvestro Proto, plus connu sous le nom de Silvio Proto, né le 23 mai 1983 à Charleroi en Belgique, est un ancien footballeur international belge qui occupait le poste de gardien de but.
Né italien, il est naturalisé belge le 1er janvier 1985.
Il a joué la plus grande partie de sa carrière au RSC Anderlecht. Il a été sélectionné en équipe nationale belge à 13 reprises.

## Biographie

### Carrière en club

#### RAA La Louvière (1999-2005)
Découvert à la suite de ses excellentes prestations avec le RAA La Louvière, avec qui il remporte une Coupe de Belgique.

#### RSC Anderlecht (2005-2016)
Il rejoint le RSC Anderlecht en 2005. Il doit faire face à la concurrence du gardien international tchèque Daniel Zitka. Il est titularisé pour les matchs de coupe et réalise des essais en championnat. Lorsqu'il semble enfin prêt, il se blesse au pied et ne retrouve pas de place dans les cages à son retour.

#### Germinal Beerschot (2008-2009) - Prêt
Lors de la saison 2008-2009, il est prêté avec son accord au Germinal Beerschot où il joue toutes les rencontres et retrouve son niveau. Il réussit l'exploit de marquer un but à la fin du match opposant son équipe à celle de La Gantoise, obtenant l'égalisation (2-2) à la 92e minute de jeu.

#### Retour RSC Anderlecht (2009-2016)
Depuis 2009, il est de retour comme titulaire chez les Mauves et blancs. La saison 2010-2011 est celle du départ de son concurrent Daniel Zitka. À la suite d'un contact avec un joueur de son équipe, le gardien tchèque se fracture le péroné et perd plusieurs dents. Durant sa convalescence, il retourne dans son club d'origine. Silvio Proto devient alors titulaire incontestable.
C'est avec Anderlecht qu'il remporte six titres de champion de Belgique et une coupe de Belgique, disputant la Ligue des champions et la Ligue Europa.
Le 22 avril 2011, on apprend que la presse anglaise parle de l'intérêt de Newcastle United pour Silvio Proto. Le gardien anderlechtois serait visionné car Steve Harper, l'actuel titulaire, n'est plus tout jeune puisqu'il a déjà 36 ans. Mais Silvio Proto se fracture à nouveau la jambe lors des Play-Offs 1 de la Jupiler Pro League et est indisponible pour la fin de saison.
Lors du Soulier d'or 2012, il réussit à se classer troisième derrière Jelle Vossen et Dieumerci Mbokani, récompensant son excellente année 2012. Cela fait plusieurs années qu'un gardien n'avait plus obtenu pareil classement.
Il se classe à nouveau troisième du Soulier d'or 2013. Il y prend la majorité des points lors du premier tour des votes (janvier-juin 2013). Lors de ce même gala, il est désigné gardien de l'année 2013. Il termine la saison 2013-2014 avec un nouveau titre de champion de Belgique, mais malheureusement lors du dernier match décisif il se blesse lors d'un duel avec le joueur de Lokeren, Nill De Pauw. Cette blessure l'empêche de disputer la coupe de monde au Brésil comme troisième gardien de l'équipe nationale. Cette saison là, il a également terminé deuxième au Gardien pro de la Jupiler Pro League derrière Mathew Ryan.

#### KV Ostende (2016-2017)
Le 22 mai 2016, Silvio Proto annonce en conférence de presse que le dernier match de la saison 2015-2016 contre Zulte-Waregem (victoire 2-0 pour les Anderlechtois) serait également son dernier avec le RSC Anderlecht, après 11 ans de bons et loyaux services et 14 trophées récoltés avec le club bruxellois. Il annonce fin juin qu'il s'engage pour quatre ans au KV Ostende.

#### Olympiakos (2017-2018)
Fin 2017, Silvio Proto rejoint l'Olympiakos et son ancien entraîneur qu'il a connu au Sporting, Besnik Hasi. À 34 ans, le joueur quitte le KV Ostende et va connaître sa première expérience à l'étranger.

#### Lazio Rome (2018-2021)
Après avoir effectué un super championnat avec l'Olympiakos, Proto est approché par le directeur sportif de la Lazio, Igli Tare, pour devenir gardien réserve de l'équipe mais également aider à faire progresser les jeunes gardiens.[réf. nécessaire]
Silvio Proto s'engage le 4 juillet 2018 pour trois ans avec la SS Lazio. Le 31 janvier 2021, les dirigeants du club et le joueur ont décidé « de commun accord » de mettre un terme au contrat qui les liaient jusqu'à la fin de la saison.
Le 5 février 2021, Silvio Proto annonce sur son compte Instagram qu'il met un terme à sa carrière.

### Carrière en équipe nationale
Le 17 novembre 2004, Silvio Proto joue son premier match pour l'équipe nationale belge face à la Serbie-et-Monténégro.
Le 18 mai 2014, Silvio Proto se blesse dans un contact avec Nill De Pauw. Cette blessure au bras l'empêche d'être sélectionné par Marc Wilmots comme troisième gardien pour participer à la Coupe du monde 2014 au Brésil.
Il joue au total 13 matches internationaux pour la Belgique entre 2004 et 2011.

### Carrière à la télévision
Silvio Proto est actuellement consultant à la télévision belge lors des matches de foot sur RTL sports et Eleven Sport.

### Carrière en politique
En septembre 2024, Silvio Proto annonce se présenter aux élections communales de Braine-l'Alleud sur la liste du bourgmestre Vincent Scourneau (MR).

## Palmarès
- Champion de Belgique en 2006, 2007, 2010, 2012, 2013 et 2014 avec le RSC Anderlecht.
- Vainqueur de la Coupe de Belgique en 2003 avec la RAA Louviéroise
- Vainqueur de la Coupe de Belgique en 2008 avec le RSC Anderlecht.
- Vainqueur de la Supercoupe de Belgique de football en 2006, 2007, 2010, 2012, 2013 et 2014 avec le RSC Anderlecht
- Vainqueur de la Coupe d'Italie en 2019 avec la Lazio Rome
- Vainqueur de la Supercoupe d'Italie en 2019 avec la Lazio Rome

## Distinctions personnelles
- Gardien de l'année en 2005 avec la RAA Louviéroise et en 2012 et 2013 avec Anderlecht.
- Prix du plus beau but en 2009 avec le Germinal Beerschot.
- Vainqueur du trophée VOOfoot-DH du Joueur de l'Année 2013 avec le RSC Anderlecht[6].

## Vie privée
Avec sa femme Barbara, Silvio Proto a trois enfants : Kenzo, Teo et Rafaël.